# 董协良
董协良（1954年—），汉族，中华人民共和国政治人物、第十一届全国政协委员。
加入九三学社，担任陕西协同生殖医学研究所所长。2008年，当选第十一届全国政协委员，代表医药卫生界，分入第四十六组。